# Documenta 1

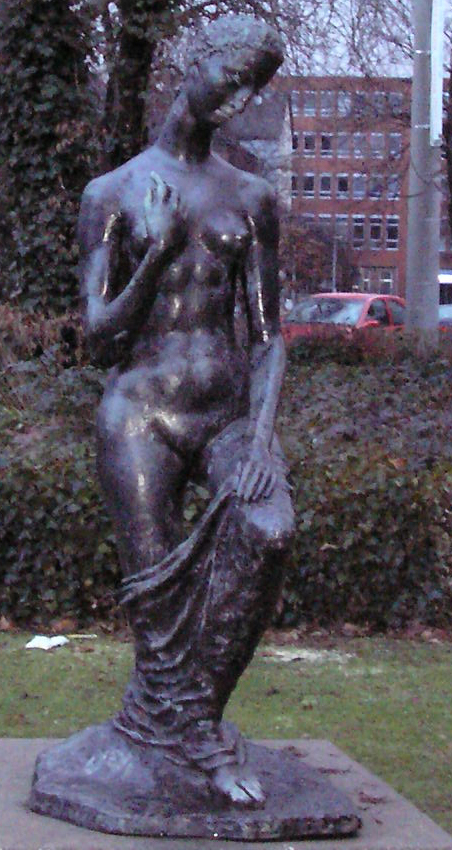
Wilhelm Lehmbrucks "Kniende" (1911)

La prima documenta ebbe luogo dal 16 luglio al 18 settembre 1955 a Kassel. Fu la prima grande mostra di arte contemporanea nella Germania Ovest.

## Artisti partecipanti
| A                     |                              |                             |                                 |                   |
| Josef Albers          | Kenneth Armitage             | Jean Arp                    | René Victor Auberjonois         |                   |
| B                     |                              |                             |                                 |                   |
| Giacomo Balla         | Willi Baumeister             | Max Beckmann                | Hermann Blumenthal              | Reg Butler        |
| Eduard Bargheer       | Mirko Basaldella             | Max Bill                    | Umberto Boccioni                |                   |
| Ernst Barlach         | Jean Bazaine                 | Renato Birolli              | Camille Bombois                 |                   |
| Afro Basaldella       | André Beaudin                | Roger Bissière              | Georges Braque                  |                   |
| C                     |                              |                             |                                 |                   |
| Alexander Calder      | Alexander Camaro             | Heinrich Campendonk         | Marc Chagall                    | Roberto Crippa    |
| Massimo Campigli      | Giuseppe Capogrossi          | Carlo Dalmazzo Carrà        | Giorgio de Chirico              |                   |
| Felice Casorati       | Bruno Cassinari              | Lynn Chadwick               | Antonio Corpora                 |                   |
| D                     |                              |                             |                                 |                   |
| Robert Delaunay       | Charles Despiau              | Theo van Doesburg           | Raoul Dufy                      |                   |
| André Derain          | Otto Dix                     | Raymond Duchamp-Villon      |                                 |                   |
| E                     |                              |                             |                                 |                   |
| Max Ernst             |                              |                             |                                 |                   |
| F                     |                              |                             |                                 |                   |
| Joseph Fassbender     | Lyonel Feininger             | Ernesto de Fiori            | Xaver Fuhr                      |                   |
| G                     |                              |                             |                                 |                   |
| Naum Gabo             | Fritz Glarner                | HAP Grieshaber              |                                 |                   |
| Werner Gilles         | Julio González               | Juan Gris                   |                                 |                   |
| H                     |                              |                             |                                 |                   |
| Hans Hartung          | Erich Heckel                 | Werner Heldt                | Auguste Herbin                  |                   |
| Karl Hartung          | Bernhard Heiliger            | Barbara Hepworth            | Karl Hofer                      |                   |
| J                     |                              |                             |                                 |                   |
| Alexej von Jawlensky  |                              |                             |                                 |                   |
| K                     |                              |                             |                                 |                   |
| Wassily Kandinsky     | Ernst-Ludwig Kirchner        | Oskar Kokoschka             |                                 |                   |
| Ludwig Kasper         | Paul Klee                    | František Kupka             |                                 |                   |
| L                     |                              |                             |                                 |                   |
| Berto Lardera         | Henri Laurens                | Fernand Léger               | Kurt Lehmann                    | Wilhelm Lehmbruck |
| M                     |                              |                             |                                 |                   |
| August Macke          | Marino Marini                | Otto Meyer-Amden            | Giorgio Morandi                 | Gabriele Münter   |
| Alberto Magnelli      | André Masson                 | Joan Miró                   | Mattia Moreni                   | Zoran Mušič       |
| Aristide Maillol      | Ewald Mataré                 | Paula Modersohn-Becker      | Ennio Morlotti                  |                   |
| Alfred Manessier      | Henri Matisse                | Amedeo Modigliani           | Richard Mortensen               |                   |
| Franz Marc            | Georg Meistermann            | Piet Mondrian               | Georg Muche                     |                   |
| Gerhard Marcks        | Hans Mettel                  | Henry Moore                 | Otto Mueller                    |                   |
| N                     |                              |                             |                                 |                   |
| Ernst Wilhelm Nay     | Rolf Nesch                   | Ben Nicholson               | Emil Nolde                      |                   |
| P                     |                              |                             |                                 |                   |
| Max Pechstein         | Pablo Picasso                | Filippo de Pisis            |                                 |                   |
| Antoine Pevsner       | Édouard Pignon               | Hans Purrmann               |                                 |                   |
| R                     |                              |                             |                                 |                   |
| Otto Ritschl          | Kurt Roesch                  | Georges Rouault             |                                 |                   |
| Emy Roeder            | Christian Rohlfs             | Henri Rousseau              |                                 |                   |
| S                     |                              |                             |                                 |                   |
| Giuseppe Santomaso    | Gérard Ernest Schneider      | William Scott               | Mario Sironi                    |                   |
| Edwin Scharff         | Wolfgang Schulze (Wols)      | Séraphine (Louis) de Senlis | Pierre Soulages                 |                   |
| Oskar Schlemmer       | Kurt Schwitters              | Gino Severini               | Toni Stadler                    |                   |
| Karl Schmidt-Rottluff | Scipione (Gino Bonichi)      | Gustave Singier             | Graham Sutherland               |                   |
| T                     |                              |                             |                                 |                   |
| Sophie Taeuber-Arp    | Pierre Tal-Coat              | Hann Trier                  | Heinz Trökes                    |                   |
| U                     |                              |                             |                                 |                   |
| Hans Uhlmann          |                              |                             |                                 |                   |
| V                     |                              |                             |                                 |                   |
| Victor Vasarely       | Alberto Viani                | Jacques Villon              | Maurice de Vlaminck             |                   |
| Emilio Vedova         | Marie Héléne Vieira da Silva | Louis Vivin                 | Friedrich Vordemberge-Gildewart |                   |
| W                     |                              |                             |                                 |                   |
| Theodor Werner        | Walter Kurt Wiemken          | Hans Wimmer                 | Fritz Winter                    | Gustav H. Wolff   |